# 莫洛西亞共和國
莫洛西亞共和國（英語：Republic of Molossia）是由凱文·鮑（Kevin Baugh）建立的私人國家，位於美國內華達州。領土包括總統的家、前院、後院，及位於南加利福尼亞州及賓夕凡尼亞州的兩棟房屋。
莫洛西亞在西班牙語的意思是「小塊岩石的山丘」。鮑聲明莫洛西亞與古希臘摩羅西安人無關。

## 歷史

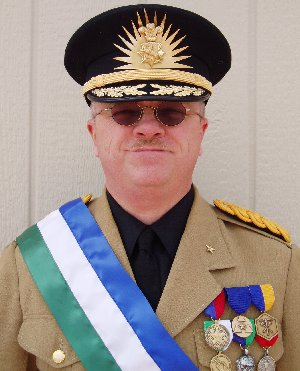
總統凱文·鮑

莫洛西亞起源於鮑與詹姆斯·史披魯文（James Spielman）兩人兒時的「建國大業」，1977年5月26日他們成立了大沃特斯坦共和國（Grand Republic of Vuldstein），史披魯文就任國王詹姆斯一世，鮑則就任首相。1999年9月3日鮑宣告由莫洛西亞共和國繼承大沃特斯坦共和國，並自任總統。

## 地理
莫洛西亞位於美國大陸之中，總面積5.8公頃，由三棟房屋組成。
和諧省（Harmony Province）位於內華達州 Dayton近郊一帶，小於4000平方米，是領土當中最小的一塊。它也是鮑一家人的居所，首都埃斯佩拉（Espera）所在。
受保護領地新安特里姆（The Protectorate of New Antrim）位於賓州的一處非公開場所，面積3.2公頃，是摩洛西亞最大面積的領土，其名是紀念英國北愛爾蘭安特里姆郡，總督為赫斯大海軍上將（Grand Admiral Hass），現已廢棄並歸還予賓州。
蝴蝶殖民地（Colony of Farfalla）位於北加州，於2003年8月購入，在2005年繼承沙漠農莊省後售出。
沙漠農莊省（Desert Homestead Province）位於南加州，本來屬於鮑的父親，現在由鮑繼承。
另外還聲稱金星上有一塊面積49981平方碼的屬地，名為宵星（Vesperia）。

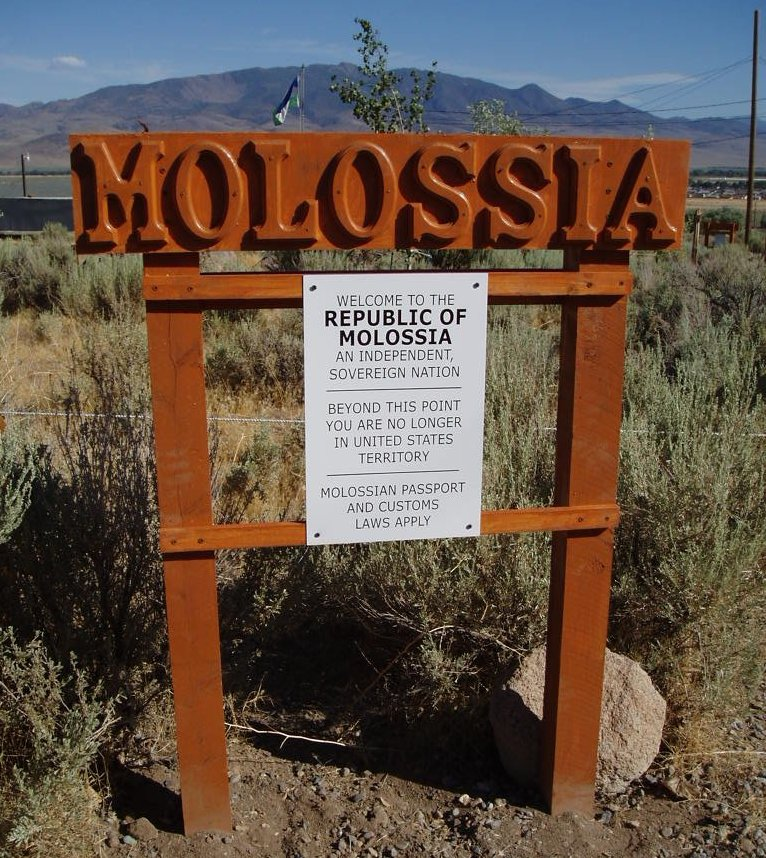
位于和谐省之边界標志
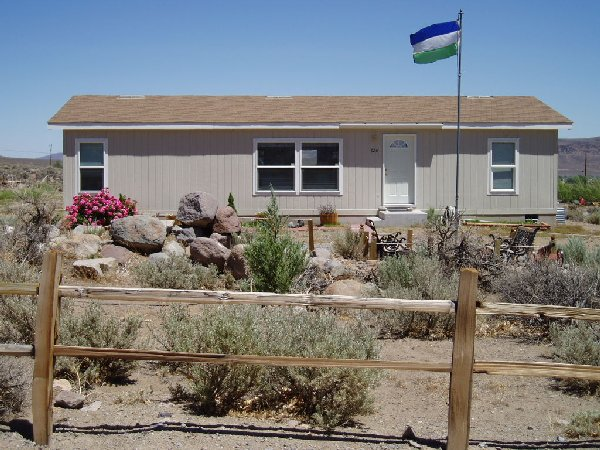
总统府

## 政治

### 政府
莫洛西亞共和國宣稱該國是擁有自主權民族國家，美國國中國，政治制度類似主權國。為一個民主共和國。

### 立法機關
《莫洛西亞共和國憲法》規定，有國會與其他政府機構，但現在因為保衛國土免受外國侵犯，正實施戒嚴令，授予總統一切政府權力，包括外交權。

## 外交

### 外交關係
科索沃獨立後的翌日2008年2月18日，莫洛西亞發出正式外交書信，承認該國獨立，為最早一批承認之私人國家之一。
國民對美國假名「繳薪俸稅」，施以「經濟援助」。

### 对外战争
1983年11月2日，大沃特斯坦共和国对德意志民主共和国宣战，理由是其发表了对沃特斯坦不友善言论，影响了沃特斯坦国内的平稳。1990年10月3日，两德统一后，沃特斯坦宣称东德政权的残余仍然在古巴近海的恩斯特·台尔曼岛上存在，因此两国间仍然处于战争状态。莫洛西亚共和国建立后，把对东德的战争也继承了下来。莫洛西亚与东德之间的战争，至今仍在继续进行。

## 觀光

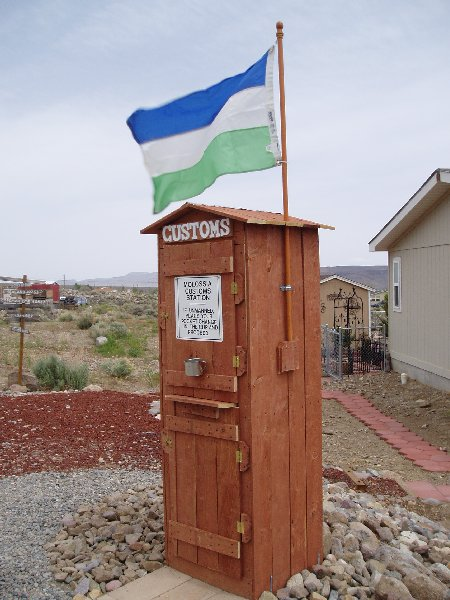
摩洛西亞海关检查站

每年容許最多10名旅客入境參觀。觀光必須事先預約，由鮑（通常身穿制服）帶隊，歷時45分鐘，來自安道爾，列支敦斯登，聖馬利諾，摩納哥，塞波加大公國及「其他莫洛西亞承認的國家」以外的遊客，均必須出示護照才可入境。
該國禁止輸入槍枝、煙草與電燈泡。

## 外部連結
- The Republic of Molossia（页面存档备份，存于） 官方網頁
- Local blogger's account （页面存档备份，存于） of a day visiting Molossia

| 外部圖片 A 30th Anniversary Coin a Customs Station A passport stamp from Molossia A Postage Stamp from Molossia A set of stamps |  | 维基新闻 中的相关報導： :en:Wikinews interviews Kevin Baugh, president of the Republic of Molossia 维基新闻 中的相关報導： :en:Wikinews holds a follow-up interview with Kevin Baugh, president of the Republic of Molossia 维基新闻 中的相关報導： :en:Wikinews interviews Molossian president Kevin Baugh on his country's recent intermicronational summit |  | 维基新闻 中的相关報導： :en:Micronation Republic of Molossia announces international summit 维基新闻 中的相关報導： :en:Republic of Molossia hosts state visit 维基新闻 中的相关報導： :en:Republic of Molossia announces new customs station |
| 外部圖片 |  | |  | |
| A 30th Anniversary Coin |  | |  | |
| a Customs Station |  | |  | |
| A passport stamp from Molossia                                                                                                  |  | |  | |
| A Postage Stamp from Molossia                                                                                                   |  | |  | |
| A set of stamps |  | |  | |